# Matematisk ekonomi
Matematisk ekonomi är tillämpningen av matematiska metoder för att representera ekonomiska teorier och analysera ekonomiska problem, framför allt inom nationalekonomi. Enkla grafiska resonemang, som är vanliga inom grundläggande mikroekonomi, brukar inte räknas in i området. De matematiska metoder som används inkluderar bland annat infinitesimalkalkyl med derivator och integraler, differensekvationer, differentialekvationer, matrisalgebra och optimering. Förespråkare för användningen av matematiska metoder hävdar att de möjliggör rigorös formulering av teoretiska förhållanden på ett allmängiltigt och enkelt sätt.

## Historik
Under 1800-talet började matematiska metoder användas i ökad omfattning inom nationalekonomin, och sammanföll med att bland annat marginalnytteteorin successivt ersatte det som senare har kallats klassisk nationalekonomi. Johann Heinrich von Thünen var den förste som formulerade en explicit och abstrakt ekonomisk teori som lämpade sig för marginalanalys med matematiska metoder, i sin bok Der isolirte Staat in Beziehung auf Landwirtschaft und Nationalökonomie från 1826. I mitten av 1800-talet började fler personer med en utbildningsbakgrund inom fysik och andra naturvetenskapliga ämnen ägna sig åt ekonomiska problem, vilket bidrog till en utökad användning av matematik.